# Furukawa Electric Soccer Club 1976
Questa voce raccoglie le informazioni riguardanti il Furukawa Electric Soccer Club nelle competizioni ufficiali della stagione 1976.

## Stagione
Il primo impegno stagionale del Furukawa Electric fu la neocostituita coppa di Lega: dopo un inizio in salita, che vide una pesante sconfitta da parte del meno quotato Yomiuri, la squadra si riprese e superò il girone iniziale. Nella fase a eliminazione diretta il Furukawa Electric eliminò il Toyo Kogyo e giunse in semifinale dove, contrapposto all'Hitachi, si vide negato l'accesso alla finale a causa di una sconfitta ai tiri di rigore. In campionato la squadra fu invece protagonista di un avvio positivo, che la vide ottenere risultati utili contro alcune delle squadre più quotate del torneo come l'Hitachi e il Mitsubishi Heavy Industries: concluso il girone di andata con due punti di vantaggio sull'Hitachi, nella seconda parte del torneo il Furukawa Electric confermò il proprio rendimento rimanendo stabilmente in testa alla classifica, ma dovette difendersi dal ritorno del Mitsubishi Heavy Industries, particolarmente vicino alla vetta dopo la vittoria nello scontro diretto in programma alla quartultima giornata.
Dopo una breve pausa in dicembre, la squadra disputò la coppa nazionale dove, dopo aver eliminato in sequenza Yanmar Club, Hitachi e Fujita Kogyo, giunse nella finale contro lo Yanmar Diesel, imponendosi per 4-1. La vittoria del trofeo nazionale galvanizzò la squadra che, alla ripresa del campionato a gennaio, vinse tutte le quattro partite rimanenti senza subire reti, vincendo il primo titolo nazionale.

## Divisa e sponsor
Vengono confermate tutte le divise introdotte nel 1970, di colore giallo e blu.
| Manica sinistra · Manica sinistra · Maglietta · Maglietta · Manica destra · Manica destra · Pantaloncini · Calzettoni | Manica sinistra · Manica sinistra · Maglietta · Maglietta · Manica destra · Manica destra · Pantaloncini · Calzettoni |  |

## Rosa
| N. |                     | Ruolo | Calciatore        |
| -- | ------------------- | ----- | ----------------- |
|    | Giappone (bandiera) | P     | Chōei Satō        |
|    | Giappone (bandiera) | P     | Takahiro Yodogawa |
|    | Giappone (bandiera) | D     | Shigemi Ishii     |
|    | Giappone (bandiera) | D     | Eijun Kiyokumo    |
|    | Giappone (bandiera) | D     | Hideki Maeda      |
|    | Giappone (bandiera) | C     | Takashi Kuwahara  |
|    | Giappone (bandiera) | C     | Yasuhiko Okudera  |
|    | Giappone (bandiera) | C     | Kōzō Arai         |

| N. |                     | Ruolo | Calciatore       |
| -- | ------------------- | ----- | ---------------- |
|    | Giappone (bandiera) | C     | Tadahisa Onizuka |
|    | Giappone (bandiera) | C     | Moichi Kiguchi   |
|    | Giappone (bandiera) | C     | Akio Tanabe      |
|    | Giappone (bandiera) | C     | Kaoru Tokita     |
|    | Giappone (bandiera) | A     | Osamu Kawamoto   |
|    | Giappone (bandiera) | A     | Yoshikazu Nagai  |
|    | Giappone (bandiera) | A     | Koichi Susa      |

## Risultati

### Japan Soccer League

#### Girone di andata
| Kitakyushu 29 agosto 1976 | Nippon Steel | 0 – 3 | Furukawa Electric | (2,500 spett.) |

| Yokohama 5 settembre 1976 | Furukawa Electric | 5 – 2 | Nippon Kokan | (2,500 spett.) |

| Kobe 11 settembre 1976 | Yanmar Diesel | 1 – 0 | Furukawa Electric | (2,000 spett.) |

| Tokyo 18 settembre 1976 | Furukawa Electric | 0 – 0 | Mitsubishi HI | (20,000 spett.) |

| Tokyo 24 settembre 1976 | Hitachi | 0 – 1 | Furukawa Electric | (6,000 spett.) |

| Tokyo 4 ottobre 1976 | Furukawa Electric | 0 – 1 | Toyo Kogyo | (5,000 spett.) |

| Tokyo 8 ottobre 1976 | Furukawa Electric | 2 – 2 | Eidai | (4,000 spett.) |

| Susono 17 ottobre 1976 | Toyota Motors | 0 – 6 | Furukawa Electric | (1,600 spett.) |

| Tokyo 24 ottobre 1976 | Furukawa Electric | 4 – 0 | Fujita Kogyo | (1,500 spett.) |

#### Girone di ritorno
| Yokohama 31 ottobre 1976 | Nippon Kokan | 2 – 2 | Furukawa Electric | (1,500 spett.) |

| Ichihara 7 novembre 1976 | Furukawa Electric | 1 – 3 | Nippon Steel | (2,000 spett.) |

| Tokyo 14 novembre 1976 | Fujita Kogyo | 0 – 0 | Furukawa Electric | (2,000 spett.) |

| Tokyo 21 novembre 1976 | Furukawa Electric | 2 – 1 | Yanmar Diesel | (8,000 spett.) |

| Tokyo 28 novembre 1976 | Mitsubishi HI | 3 – 2 | Furukawa Electric | (7,000 spett.) |

| Omiya 16 gennaio 1977 | Furukawa Electric | 1 – 0 | Hitachi | (7,000 spett.) |

| Hiroshima 23 gennaio 1977 | Toyo Kogyo | 0 – 2 | Furukawa Electric | (1,500 spett.) |

| Amagasaki 29 gennaio 1977 | Eidai | 0 – 3 | Furukawa Electric | (2,000 spett.) |

| Tokyo 5 febbraio 1977 | Furukawa Electric | 2 – 0 | Toyota Motors | (4,000 spett.) |

### Japan Soccer League Cup
| Tokyo 3 aprile 1976 | Yomiuri | 4 – 0 | Furukawa Electric | (200 spett.) |

| Tokyo 18 aprile 1976 | Furukawa Electric | 6 – 0 | Sumitomo Metals | (600 spett.) |

| Tokyo 25 aprile 1976 | Furukawa Electric | 3 – 2 | Nippon Kokan | (1,500 spett.) |

| Tokyo 29 aprile 1976 | Mitsubishi HI | 1 – 1 | Furukawa Electric | (2,000 spett.) |

| Okayama 3 maggio 1976 | Toyo Kogyo | 1 – 3 | Furukawa Electric | (2,000 spett.) |

| Tokyo 10 maggio 1976                         | Hitachi              | 1 – 1 (d.t.s.) | Furukawa Electric | (4,000 spett.) |
| \| \| \| \| \| \| Tiri di rigore 2 – 0 \| \| |                      |                |                   |                |
|                                              |                      |                |                   |                |
|                                              | Tiri di rigore 2 – 0 |                |                   |                |

### Coppa dell'Imperatore
| Kobe 11 settembre 1976 | Yanmar Club | 0 – 2 | Furukawa Electric |  |

| Tokyo 26 dicembre 1976 | Hitachi | 2 – 3 | Furukawa Electric |  |

| Tokyo 30 dicembre 1976 | Furukawa Electric | 4 – 0 | Fujita Kogyo |  |

| Tokyo 1º gennaio 1977 | Furukawa Electric | 4 – 1 | Yanmar Diesel | (35,000 spett.) |

## Statistiche

### Statistiche di squadra
| Competizione          | Punti | Totale | Totale | Totale | Totale | Totale | Totale | DR  |
| Competizione          | Punti | G      | V      | N      | P      | Gf     | Gs     | DR  |
| --------------------- | ----- | ------ | ------ | ------ | ------ | ------ | ------ | --- |
| JSL Division 1        | 26    | 18     | 11     | 4      | 3      | 37     | 15     | +22 |
| JSL Cup               | -     | 6      | 3      | 1      | 2      | 14     | 11     | +3  |
| Coppa dell'Imperatore | -     | 4      | 4      | 0      | 0      | 12     | 3      | +9  |
| Totale                | -     | 22     | 18     | 5      | 5      | 63     | 29     | +34 |

### Statistiche dei giocatori
| Giocatore   | JSL Division 1 | JSL Division 1 | JSL Cup  | JSL Cup | Coppa dell'Imperatore | Coppa dell'Imperatore | Totale   | Totale |
| Giocatore   | Presenze       | Reti           | Presenze | Reti    | Presenze              | Reti                  | Presenze | Reti   |
| ----------- | -------------- | -------------- | -------- | ------- | --------------------- | --------------------- | -------- | ------ |
| K. Arai     | 18             | 1              | ?        | 0       | ?                     | 0                     | 18+      | 1      |
| O. Kawamoto | 14             | 8              | ?        | 1       | ?                     | 4                     | 14+      | 13     |
| E. Kiyokumo | 18             | 2              | ?        | 0       | ?                     | 0                     | 18+      | 2      |
| T. Kuwahara | 18             | 2              | ?        | 0       | ?                     | 0                     | 18+      | 2      |
| S. Ishii    | 18             | 0              | ?        | 0       | ?                     | 0                     | 18+      | 0      |
| M. Kiguchi  | ?              | 1              | ?        | 0       | ?                     | 0                     | ?        | 1      |
| Y. Nagai    | 18             | 5              | ?        | 1       | ?                     | 3                     | 18+      | 9      |
| Y. Okudera  | 18             | 8              | ?        | 5       | ?                     | 2                     | 18+      | 15     |
| T. Onizuka  | ?              | 1              | ?        | 1       | ?                     | 2                     | ?        | 4      |
| C. Sato     | 16             | -?             | ?        | -?      | ?                     | -?                    | 16+      | -?     |
| K. Susa     | ?              | 3              | ?        | 1       | ?                     | 2                     | ?        | 6      |
| A. Tanabe   | ?              | 2              | ?        | 0       | ?                     | 0                     | ?        | 2      |
| K. Tokita   | ?              | 2              | ?        | 0       | ?                     | 0                     | ?        | 2      |
| T. Yodogawa | 2              | -?             | ?        | -?      | ?                     | -?                    | 2+       | -?     |